# Vegas Altas
Vegas Altas – comarca w Hiszpanii, w Estremadurze. Okręg znajduje się w  prowincji Badajoz, mieszka w nim 90 697 obywateli. Stolicą comarki są Don Benito i Villanueva de la Serena. Powierzchnia wynosi 1841 km².

## Gminy
Comarca dzieli się na 16 gmin i 18 podmiotów w ramach gmin:
- Acedera
  - Los Guadalperales
- Cristina
- Don Benito
  - Conquista del Guadiana
  - Gargáligas
  - Hernán Cortés
  - Ruecas
  - El Torviscal
  - Valdehornillos
  - Vivares
- Guareña
  - Torrefresneda
- La Haba
- Manchita
- Medellín
  - Yelbes
- Mengabril
- Navalvillar de Pela
  - Obando
  - Vegas Altas
- Orellana de la Sierra
- Orellana la Vieja
- Rena
- Santa Amalia
- Valdetorres
- Villanueva de la Serena
  - Entrerríos
  - Valdivia
  - Zurbarán
- Villar de Rena
  - Palazuelo
  - Puebla de Alcollarín